# سلسله اشکانی ارمنستان
دودمان آرشاکونی (به ارمنی: Արշակունի) سلسله‌ای از نسل و تبار اشکانیان ایران بودند که بیش از سه سده بر ارمنستان حکومت کردند. پادشاهان اشکانی در سالهای پرآشوب پس از پایان سلسله آرتاشسی به‌طور متناوب به سلطنت می‌رسیدند تا اینکه سلطنت تیرداد یکم فرمانروایی آرشاکونی‌ها را بر ارمنستان تثبیت کرد و از آنجا که استقرار تیرداد بر تخت سلطنت ارمنستان گویا به معنای پایان نفوذ سیاسی روم بر این منطقه و مزیتی برای دشمنش اشکانیان بود، رومیان تصمیم گرفتند به ارمنستان حمله کنند و این پادشاه تازه را از آنجا برانند. این کار تا سال ۵۸ میلادی به تأخیر افتاد و در این فاصله به تیرداد فرصت کافی داده شد تا پایه‌های سلطنت خود را مستحکم کند. این حمله سر آغاز جنگی شد که چهار سال به طول انجامید و در طی آن، ارمنستان که از اشکانیان کمک می‌گرفت توانست با رومیان بجنگد و پیروزمندانه در برابر آنان پایداری کند. اگرچه او موفق نشد که در ادامه نسل خود را بر تخت بنشاند و تا زمان سلطنت بلاش پنجم افراد مختلفی از خاندان‌های مختلف اشکانی سلطنت را در دست گرفتند. بلاش پنجم موفق به ایجاد سلسله خود در تاج و تخت ارمنستان شد که تا زمان برافتادن این دودمان توسط شاهنشاهی ساسانیان تا سال ۴۲۸ پابرجا بود.
در سال ۶۶ میلادی نرون پادشاه امپراتوری روم، تیرداد یکم را به پادشاهی ارمنستان منصوب می‌کند. سلسله اشکانی ارمنستان رسماً تحت الحمایه امپراتوری روم قرار گرفت.
دو تا از برجسته‌ترین اتفاقاتی که تحت حکومت اشکانیان در ارمنستان اتفاق افتاد یکی تغییر دین به مسیحیت توسط گریگوری روشنگر در سال ۳۰۱ و دیگری ایجاد الفبای ارمنی توسط مسروب ماشتوتس در سال ۴۰۵ میلادی است. سلطه اشکانیان بر ارمنستان نشانگر غلبه ایرانیت بر این کشور است.

پرچم اشکانی‌های ارمنستان

## نبرد ارمنستان با رم

موقعیت و وسعت سرزمین آرشاکونی‌ها

ارتش ارمنستان موفق شد شکستی جدی بر معاون سردار رومی کوربولون به نام «پاکتیوس» [Pactius Orphitus] وارد آورد. پاکتیوس به رئیس خود کوربولون گزارش داده بود که ارمنی‌ها نمی‌توانند خودشان را خوب نگاه دارند و همین فرصت خوبی است برای اینکه یک حمله غافلگیرانه به آنان بشود؛ و بر خلاف نظرات کوربولون درصدد برآمد که نقشه خود را اجرا کند. این بود که دست به حمله زد و به عقب رانده شد، و نیروهای کمکی هم که کوربولون به یاری او فرستاده بود دچار شکست شدند.
با این وصف رومیان توانستند پادشاه ایبری، مهرداد را به هواداری خود وارد جنگ کنند، و او از شمال به ارمنستان حمله کرد. تیرداد و لشکریانش ناچار شدند در برابر این تهدید مضاعف عقب‌نشینی کنند. دژها تا آخرین مرحله مقاومت کردند و مدافعان آن‌ها ترجیح دادند خودکشی کنند و تسلیم رومیان نشوند.
در سال ۵۹. م ارتش رم به دشت فعلی ایروان رسید و در آنجا تیرداد دست به یک نبرد سخت و نهایی زد. از آنجا که عده لشکریان رومی بسیار بیشتر بود تیرداد شکست سختی خورد و مجبور شد با بازمانده سپاهیانش ارمنستان را ترک بگوید و به پادشاه اشکانی پناه ببرد. کوربولون شهر آرتاشات پایتخت ارمنستان را به تصرف درآورد و آن را سوزاند. رومیان با اینکه بر ارمنستان دست یافته بودند ناچار شدند به جنگ با اشکانیان ادامه بدهند، زیرا اکنون سپاه ارمنستان به فرماندهی تیرداد یکم نیز به آنان ملحق شده بود.
کوربولون مجبور شد دست به جنگ‌های سختی بزند؛ او برای تأمین آذوقه و خواربار جهت تغذیه سپاهیانش با مشکلات بزرگی روبرو شد، به‌طوری‌که غذای افراد لشکرش منحصر به گوشت شده بود. آخر ناچار در برابر شگرد مشترک ارمنی-اشکانی _که نیروهای خود را پراکنده می‌کردند و سپس از نقاط گوناگون به نیروهای رم حمله‌ور می‌شدند و این گونه راه پیوند و آذوقه‌رسانی آنان را می‌بستند_ (بی‌آنکه حاضر به ورود در یک جنگ قطعی با آنان بشوند) عقب بنشیند. سرانجام کوربولون و لشکریان رم تمامی ارمنستان را تخلیه کردند.
در سال ۶۲ رومیان که نیروی کمکی زیادی برای آنان رسیده بود تصمیم گرفتند جنگ را از سر بگیرند و آن را یکسره کنند. نیروهای رومی که از پایگاه‌های عملیاتی خود یعنی از کیلیکیه و سوریه آمده بودند دو لشکر شده بودند. لشکر اول به فرماندهی ژنرال کوربولون سه لژیون رومی بود، با دسته‌های کمکی از سوریه. لشکر دوم نیز که به فرماندهی ژنرال پائتوس بود از سه لژیون و دسته‌های کمکی از سپاهیان کشور پونتوس تشکیل شده بود.
با این حال هر دو لشکر رومی مرتکب این اشتباه شدند که حرکات خود را کاملاً هماهنگ نکردند. در نتیجه لشکر ارمنی-اشکانی موفق شد در محلی موسوم به راندی (در حوالی شهر خاربرد – الازیغ) لشکر پائتوس را محاصره کند و به زانو درآورد.
تیرداد پادشاه ارمنستان و کوربولون سرفرمانده کل سپاه رومی، که دو حریف بزرگ این جنگ طولانی بودند در «راندی» باهم ملاقات کردند و توانستند برمبنای شرایط زیر با هم به توافق برسند:
الف: رم سلطنت تیرداد بر ارمنستان را به رسمیت می‌شناسد و ب:تیرداد نیز به حاکمیت رم گردن می‌نهد؛ و قرار شد که در یک حرکت نمایشی، تیرداد اول تاج و دیگر علامتهای پادشاهی را درپای مجسمه‌ای از نرون بگذارد و آن‌ها را فقط از دست خود نرون پس بگیرد. دو حریف بزرگ یعنی تیرداد و کوربولون که تا به آن دم یکدیگر را در جنگ‌های زیادی دیده بودند به مذاکرات خود پایان دادند و یکدیگر را بوسیدند. تاجگذاری تیرداد به دست نرون بود.
این کار در «میدان فوروم» (میدان معروف و تاریخی شهر رم) و همراه با کف زدن و هلهله جمعیتی انبوه صورت گرفت. تیرداد به نرون چنین گفت:
«من آن گونه که تو به من فرمان بدهی خواهم بود، و از این پس سرنوشت من و بخت و اقبال من تو خواهی بود.»
و نرون در جواب گفت:
«تو بسیار خوب کردی که به اینجا آمدی. آنچه پدرت (بلاش یکم پادشاه اشکانی) برای تو برجا نگذاشته، و آنچه برادرت نتوانسته‌است برای تو تضمین کند من آن را به تو می‌بخشم و تو را بر تخت سلطنت ارمنستان می‌نشانم.»
سپس نرون تاج پادشاهی را برسر تیرداد نهاد. کشور ارمنستان بر اثر جنگ ویران شده و پایتخت آن به دست سپاهیان رومی نابود گردیده بود. نرون به تیرداد مبلغ ۵۰ میلیون به پول رومی برای آباد کردن کشورش بخشید و نیز عده‌ای از صنعتگران و کارگران رومی را برای همکاری در بازسازی شهر آرتاشات فرستاد.
تیرداد در بازگشت به ارمنستان با موافقت دولت روم به ملتهای قفقازی که از جنگ سابق استفاده کرده و شمال ارمنستان را اشغال کرده بودند حمله‌ور شد. مخصوصاً با آلبانیای قفقاز نبردهای سختی کرد و آنان را از ارمنستان بیرون راند.
تیرداد اول دوران سلطنتی بسیار طولانی داشت در سال ۱۰۰ میلادی درگذشت، و این خود دوران رفاه و آسایش برای ارمنستان شد.

## ارمنستان در دوران جانشینان تیرداد اول

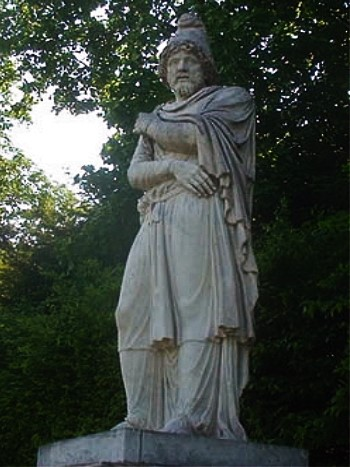
مجسمه تیرداد یکم در کاخ ورسای

در طول تمام دورانی که پادشاهان جانشین تیرداد شدند ارمنستان در مناقشات بین رم و اشکانیان دخیل بود، و بدیهی است که چون سلسله جدید پادشاهی آن کشور خویشاوند اشکانیان بود اغلب اوقات از روی اجبار به هواداری اشکانیان برمی‌خواست. پس از یک دوره کمابیش طولانی صلح و آشتی، آتش جنگ تازه‌ای در سال ۱۱۳ بین رم و اشکانیان مشتعل گردید، جنگی که انگیزه آن بار دیگر موقعیت سیاسی کشور ارمنستان و گاه گاهی هم به تحریک سیاست فعالانه تراژان امپراتور رم بود.
پادشاه ارمنستان طرف اشکانیان را گرفت و ارتش رم ابتدا شکست خورد، ولی بعدها به فرماندهی شخص تراژان تعرض را از سر گرفت، و تراژان نخست ارمنستان و سپس میان‌رودان را تصرف درآورد. تراژان به مقتضای سیاست خود که حذف کشورهای حایل بود ارمنستان را ضمیمه امپراتوری رم کرد و آن را به صورت یکی از شهرستان‌های تابعه درآورد که حاکمی از طرف رم آن را اداره کند (سال۱۱۴). فارتاماسیریس پادشاه ارمنستان را نیز جواب کرد و به او گفت که به هر جا که دلش می‌خواهد برود و چون فارتاماسیریس اصرار می‌کرد براینکه در ارمنستان بماند و حقوق از دست رفته اش را باز پس بگیرد تراژن دستور قتل او را صادر کرد.
ارمنستان در این وضع تازه خود یعنی یکی از شهرستان‌های تابعه رم بودن، بیش از سه سال نماند. در زمان پوبلیوس آئلیوس ترایانوس هادریانوس وضع یک کشور خودمختار و متحد رم بودن را به ارمنستان بازگردانید، و در عین حال این حق را هم برای خود محفوظ داشت که پادگانی رومی در آنجا نگاه دارد.
در دوران امپراتوری مارکوس اورلیوس در رم، ارمنستان که بلاش سوم بر آن سلطنت می‌کرد در آرامش به سر می‌برد. در زمان امپراتور مقدس جانشین مارکوس اورلیوس آرامش نه تنها بر ارمنستان بلکه بر همه مناطق تحت استیلای رم حکمفرما بود. سرانجام پس از مرگ این امپراتور ایده‌آل بار دیگر آتش جنگ بین رم و اشکانیان باز هم برسر ارمنستان شعله‌ور گردید.
بار دیگر اشکانیان با کمک ارمنیان، و پس از آنکه در «الژیا» (ارزروم فعلی) شکست فاحشی بر رومیان وارد آوردند، موفق به تسخیر ارمنستان شدند. رومیان لژیونهایی را که در ناحیه رن داشتند آوردند تا جای لژیونهای شرقی‌شان را که در انجام وظیفه لیاقت از خود نشان داده بودند بگیرند. لوسیوس وروس سردار رومی در سال ۱۶۳ موفق شد ارمنستان را باز پس بگیرد و پایتخت آن آرتاشات را تسخیر و ویران کند. ارمنیان در نزدیکی همان‌جا شهر تازه‌ای بنا نهادند به نام واغارشاپات که بعدها اچمیادزین شد.
در دوران امپراتوری سپتیموس سوروس جنگ بین رومیان و اشکانیان بار دیگر آغاز یافت، انگیزه این جنگ برای یک بارهم شده ارمنستان نبود بلکه بین‌النهرین بود. این جنگ نیز به پیروزی رومیان و فتح تیسفون در سال ۱۹۸ انجامید و رومیان شهر را به یکباره غارت کردند. صدهزار نفر از ساکنان آن شهر را به اسارت بردند و به بردگی فروختند. تمامی خاک بین‌النهرین به امپراتوری رم ملحق شد. برعکس کشور ارمنستان که شاه خسرو یکم ارمنستان بر آن سلطنت می‌کرد وضع خود را حفظ کرد، و این هم احتمالاً به پاداش رویه بیطرفانه‌ای بود که ارمنستان در این جنگ اتخاذ کرد.
در زمان سلطنت امپراتور کاراکالا، ارمنستان ناگزیر شد به آخرین جنگ بزرگ و ملی خود با رم دست بزند. کاراکالا به حیله و تزویر خسرو یکم پادشاه ارمنستان و ملکه را بدست آورد. آنگاه ارمنیان اسلحه برداشتند و به جنگ رومیان رفتند. کاراکالا ارتشی به فرماندهی یکی از سرداران خود به نام «تئوکریت» [theocrite] را به جنگ آنان فرستاد ولی این سردار متحمل شکست فاحشی شد (سال ۲۱۶ میلادی). کاراکالا به جنگ با ارمنیان و اشکانیان ادامه داد، ولی سرانجام در بین‌النهرین به دست سربازان خود کشته شد.
این آخرین جنگی بود که رومیان با ارمنیان و اشکانیان کردند.

## ارمنستان در دوران آخرین پادشاهان

### اختلافات

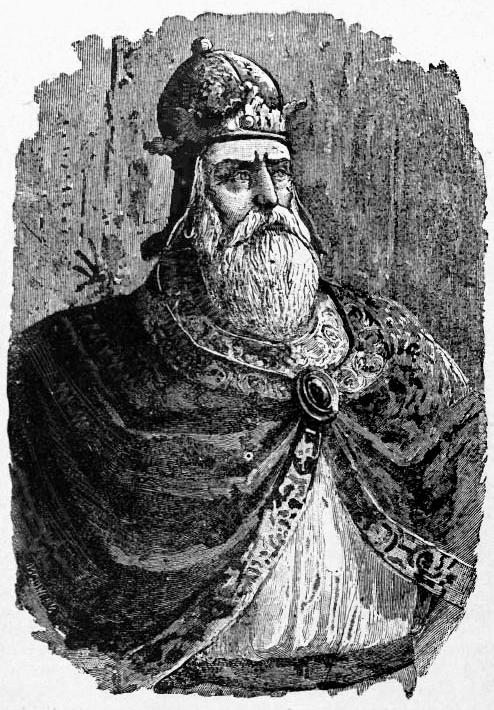
پادشاه تیرداد سوم

پس از مرگ تیرداد سوم به سبب بی‌کفایتی برخی از فرمانروایانش و هم به دلیل اختلافات داخلی بین ناخارار‌های ارمنستان و از جمله اختلافاتی بین قدرت سلطنت و کلیسای ارمنی؛ از آنجا که مقام سراسقفی هم موروثی بود و از پدر به پسر منتقل می‌شد، و نیز چون کلیسا از املاک و ثروت سرشاری برخوردار بود بنابراین کلیسا تنها یک قدرت روحانی به‌شمار نمی‌آمد بلکه یک قدرت مادی، دنیوی نیز بود که در برابر قدرت سلطنتی به صورتی کم و بیش مستقل قد برافراشته بود و گاه نیز با آن به مخالفت برمی‌خاست؛ و بیش از همه عوامل خارجی مانند افزایش یافتن قدرت ساسانیان و ضعف امپراتوری روم، ارمنستان وارد یک دوره بسیار دشوار و ناگوار از تاریخ خود شد. در سده چهارم چند پادشاهی بر ارمنستان حکومت کردند عاری از عزم و شجاعت و فاقد قدرت و سیاست لازم بود.

### آخرین پادشاهان
در دوران سلطنت خسرو سوم ارمنستان در جنگی سخت با ایبرها و آلبانیای قفقاز که به فرماندهی پادشاه خود سانسان بودند درگیر شد. خسرو در زمینه نبرد ضعیف عمل کرد با این وصف، ارمنستان توسط واچه مامیکونیان و واهان آماتونی نجات یافت. سانسان در جنگ کشته شد و لشکریانش شکست خوردند؛ ولی در برابر ساسانیان، خسرو رویه‌ای مبنی بر اطاعت در پیش گرفت، از حرکات تهدیدآمیز آنان عقب نشست و آن قسمت از آتورپاتکان را که دیوکلتیان امپراتور روم به پاداش شجاعت تیرداد سوم و شرکتی که او با سپاهیان خود در شکست دادن ساسانیان داشت به ارمنستان ضمیمه کرده بود به آنان پس داد.
جانشین خسرو سوم، پسرش تیگران در حدود سال ۳۴۰ میلادی در سن شانزده سالگی بر تخت نشست. در زمان سلطنت او ارمنستان بر اثر اختلافات شدید بین پادشاه و کلیسا رو به ضعف رفت. در آن هنگام که ساسانیان در زمان سلطنت شاپور دوم به ارمنستان حمله کرد. پیشخدمت مخصوص تیگران به او خیانت کرد و او را با ملکه و با طفل خردسالش به شاپور تسلیم نمود. شاپور هم تیگران را کور کرد. ناخارارهای ارمنی به جنگ ادامه دادند و امپراتور روم را به کمک خواستند. ساسانیان در محلی به نام «اوسخا» واقع در ارمنستان شکست سختی خوردند، مجبور شدند تقاضای صلح کنند و تیگران که دیگر کور شده بود و ساسانیان تا به آن لحظه او را در حبس نگاهداشته بودند با ملکه و با پسرش آزاد کردند.
آرشاک دوم، پسر تیگران با شاهزاده خانمی رومی ازدواج کرده بود و در فاصله بین حدود سال‌های ۳۵۱ تا ۳۶۷ میلادی سلطنت کرد خویشتن را در موقعیت بسیار دشواری یافت. ارمنستان دوباره مورد حمله شاپور قرار گرفت؛ واساک مامیکونیان در مقابل او مقاومت کرد، آنگاه شاپور، آرشاک و سردار ارمنی واساک را به تله انداخت بدین معنی که پادشاه ارمنستان را به بهانه مذاکرات صلح به نزد خود دعوت کرد، و او وقتی آمد شاپور به زندانش انداخت دو چشمش را کور کرد و واساک را به قتل رساند. آنگاه شروع به تجزیه و تفرقه ارمنستان کرد و می‌خواست مذهب مسیحیت را از ارمنستان براندازد.
آرتور کریستنسن نیز از فریب آرشاک سخن می‌گوید و می‌نویسد که شاپور با حیله و به قصد دلجویی آرشاک، پادشاه ارمنستان را به جشن صلح دعوت کرد و او را گرفت و به حبس انداخت.
ولی ارتش ارمنستان به دور ملکه ارمنستان پارانتزم گرد آمدند به پایداری در برابر مهاجمان ساسانی ادامه دادند. نیروهای ارمنستان تحت رهبری آن ملکه در دژ مستحکم آرتاکرت سنگر گرفتند. شاپور آن قلعه را محاصره کرد؛ قلعه پس از چهارده ماه مقاومت تسلیم شد و ملکه پارانتزم پس از آنکه به او تجاوز شد به قتل رسید.
ایرانیان به یهودیانی هم که در ارمنستان مستقر شده بودند حمله کردند (این یهودیان از بازماندگان ساکنان فلسطین بودند که تیگران بزرگ آنان را به جنوب ارمنستان اسکان داده بود یا پس از ویرانی شهر اورشلیم توسط سپاهیان رومی به فرماندهی تیتوس و پراکنده شدن ساکنان آن به ارمنستان آمده بودند)، شاپور آن یهودیان را که در شهرهای ارمنستان ساکن و به کسب و تجارت و صنعت مشغول بودند به زور به ایران برد تا مبادلات بین آسیا و مغرب زمین را در آنجا متمرکز کند و پیشرفت و تحولی در صنعت کشورش پدیدآورد.
موشق مامیکونیان به کمک رومیان توانست ایرانیان را شکست دهند و پسر آرشاک دوم به نام (باب یا پاپ) را بر تخت سلطنت کشور بنشاند. نبرد قطعی که در دشت باگرواند، (نبرد باگرواند (۳۷۱)) صورت گرفت به شکست ایرانیان و متحدانشان از اقوام ساکن قفقاز جنوبی انجامید.
پاپ، بر قدرت سلطنت افزود و فئودالهای بزرگ را به اطاعت از خود واداشت. با کلیسای ارمنی نیز که ثروتهای کلان و اختیارات نامحدود آن را مبالغه‌آمیز می‌دانست اختلاف پیدا کرد. در نتیجه در صومعه‌ها را بست و بیش از نیمی از زمین‌های ملکی کلیسا را نیز غصب نمود، چون معتقد بود که آنچه برای او می‌ماند برای تأمین هزینه نیازمندی‌های ضروریش کافی است. پاپ تا حدود ۳۷۴ میلادی پادشاه بود. او اگرچه با کمک رومیان بر تخت نشسته بود، اما می‌دانست که بدون خشنودی شاه ایران حکومت وی پایدار نخواهد بود. پس کوشید تا با شاپور گفتگو و پشتیبانی وی را جلب کند. این روش پادشاه ارمنستان و سیاست مستقلی که در پیش گرفته بود به نارضایتی رومیان انجامید. پس قیصر والنس به سردارانش که در ارمنستان بودند فرمان داد تا پاپ را در نهان بکشند. آن‌ها نیز با فریب و نیرنگ پادشاه جوان را به جشنی فراخواندند و او را کشتند.

پادشاه وارازدات

با مرگ پاپ، قیصر والنس برادرزادهٔ پاپ به نام وارازدات را که در روم به سر می‌برد در مقام پادشاه برگزیدهٔ خویش روانهٔ ارمنستان کرد. او کوشید سیاستی مستقل در پیش گیرد و این به نارضایتی هر دو دولت ایران و روم انجامید. وارازدات پادشاهی نالایق بود که قهرمان ملی ارمنستان «موشق مامیکونیان» را کشت. در همین سال‌ها بود که ایران و روم برای پایان دادن به مسئلهٔ ارمنستان به گفتگویی جدی پرداختند.
امیانوس مارسلینوس، مورخ یونانی، دربارهٔ رویدادهای این دوره می‌گوید:
در سال ۳۷۷ میلادی گوت‌های غربی شورش کردند به تراکیه حمله بردند و قسطنطنیه را تهدید به سقوط کردند. قیصر والنس به ناچار لشکریان خود را از ارمنستان فراخواند و به تراکیه فرستاد. او بار دیگر با شاپور به مذاکره پرداخت و نماینده‌ای نزد وی فرستاد تا حتماً بر سر ارمنستان به توافق برسند.
 به روایت برخی مورخان یونانی این توافق صورت گرفت و صلح برقرار شد. اما از مفاد این پیمان صلح چیزی گزارش نشده‌است. این پیمان در سال ۳۷۷ میلادی بسته شد.
با پیمان صلح ۳۷۷ میلادی سرنوشت آینده ارمنستان رقم خورد و نفوذ ایران بر بخش بزرگ آن برقرار شد. به دنبال این توافق مانوئل مامیکونیان، برادر موشق مامیکونیان، که در ایران به سر می‌برد، با تأیید شاپور دوم به ارمنستان رفت و مقام سپهبدی آنجا را به دست آورد. مانوئل، وارازدات، را شکست داد و از کشور راند و آرشاک سوم را بر تخت پادشاهی ارمنستان نشاند. مانوئل خود در سال ۳۸۳ میلادی درگذشت.
در آغاز حکومت آرشاک سوم، شاپور دوم درگذشت. در روزگار شاپور سوم، گویا اوضاع ارمنستان بهبود یافت و از فشار دورهٔ شاپور دوم کاسته شد. اما چنان‌که «ریچارد فرای» می‌گوید در پادشاهی شاپور سوم نیز ارمنستان همچنان مایهٔ ستیز میان دو امپراتوری روم و ساسانی گردید. ولی ستیز این دو رقیب دیرین این بار با مصالحه پایان یافت و به پیمان صلح انجامید. مطابق این پیمان در سال ۳۸۷ میلادی ارمنستان به دو بخش ایرانی و رومی تقسیم شد که در هر بخش یک پادشاه وابسته گمارده شد. آرشاک سوم در بخش رومی و خسرو چهارم در بخش ایرانی ارمنستان به پادشاهی گمارده شدند. کریستن‌سن این خسرو را پسر وارازدات، پادشاه پیشین ارمنستان می‌داند.
حکومت ارمنی در بخش رومیان سرنوشت غمباری داشت؛ بعد از درگذشت آرشاک سوم بهانه‌ای به دست قیصر افتاد تا حکومت ارمنیان را برچیند و آن بخش را ضمیمهٔ خاک خود کند. بدین سان در سال ۳۹۰ میلادی این بخش از ارمنستان به قلمرو روم ملحق شد. در روزگار بهرام چهارم، خسرو چهارم شاه ارمنستان از تخت پادشاهی برافتاد، زیرا به نوشته دانشنامه ارمنی، او می‌کوشید دو بخش شرقی و غربی ارمنستان را یکپارچه سازد، اما طرح وی عملی نگشت و در ۳۸۹ میلادی به تیسفون خوانده و در «دژ آنهوش» زندانی شد. با زندانی شدن خسرو، بزرگان ارمنستان نزد شاه رفتند و از وی درخواستند که برادر خسرو به نام ورام شاپوه (بهرام شاپور) را به پادشاهی ارمنستان بگمارد. شاه درخواست آنان را پذیرفت و ورام شاپوه را پادشاه بخش ایرانی ارمنستان کرد. ورام شاپوه مدت بیست و پنج سال در آرامش پادشاهی و با هر دو دولت ایران و روم روابطی دوستانه برقرار کرد. به نوشتهٔ پاسدرماجیان ارمنستان برای آخرین بار دوران عظمت خود را در زمان پادشاهی ورام شاپوه بازیافت. در همین دوران آرام بود که ارمنستان شاهد بزرگ‌ترین رویداد فرهنگی خود شد. این رویداد همانا ابداع الفبای ارمنی در سال ۴۰۵ میلادی است، که با کوشش مسروب ماشتوتس و پشتیبانی ساهاک پارتو، رهبر دینی ارمنستان، صورت گرفت.
ورام شاپوه پادشاه ارمنستان، در سال ۴۱۴ میلادی درگذشت. بعد از آن بنا به خواهش ارمنیان بار دیگر خسرو برادر ورام شاپوه، که در زندان بود، آزاد و به فرمان یزدگرد یکم پادشاه ارمنستان شد. اما درد و سختی زندان او را چنان از پای انداخته بود که تنها هشت ماه پادشاهی کرد و در سال ۴۱۵ میلادی درگذشت. پس از مرگ خسرو، یزدگرد با گماردن پادشاهی از دودمان اشکانیانِ ارمنی مخالفت کرد. آراکل باباخانیان معروف به لئو تاریخ‌شناس ارمنی، می‌نویسد:
«یزدگرد در سال‌های پایانی پادشاهی اش دریافت که رویدادهای ارمنستان و مسیری که آن‌ها برگزیده‌اند روز به روز بر جدایی و دوری ارمنستان از ایران ساسانی می‌افزاید. پس سیاست خود را تغییر داد و پس از مرگ خسرو، پادشاه ارمنستان، از گماردن پادشاهی ارمنی بر آن دیار خودداری کرد.»
 و پسرش، شاپور چهارم را بر تخت پادشاهی ارمنستان نشاند. ارمنیان از وی ناخرسند بودند و او را به عنوان پادشاه نمی‌پذیرفتند. در سال‌های پایانی حکومت یزدگرد تعقیب و آزار مسیحیان شدت یافت.

با درگذشت یزدگرد یکم پسرش شاپور، که شاه ارمنستان بود، شتابان به تیسفون رفت تا بر تخت پادشاهی ایران بنشیند، اما به دست بزرگان دربار کشته شد. پس از یزدگرد، پسرش بهرام پنجم، معروف به بهرام گور در سال ۴۲۰ میلادی شاه ایران شد. در روزگار او، بار دیگر میان ایران و روم جنگ درگرفت. اما پس از درگیری‌هایی پراکنده، قیصر تئودوسیوس دوم، مذاکرات صلح را آغاز کرد. بهرام گور سیاستی ملایم و مهرآمیز با ارمنیان در پیش گرفت و برخلاف پدرش اجازه داد تا ارمنیان پادشاه اشکانی خود را داشته باشند و همهٔ شورشیان را عفو کرد. او کوشید نارضایتی پایدار در ارمنستان را با نشاندن یک اشکانی یعنی آرتاشس چهارم، پسر ورام شاپوه، بر تخت این سرزمین فرو خواباند. این آرتاشس بر خلاف پدرش، ورام شاپوه، که پادشاهی فرهیخته و ادب پرور بود، نوجوانی نادان و زن باره بود که زندگی اش را با هوسرانی سپری می‌کرد. ریچارد فرای می‌نویسد: 
«پس از شش یا هفت سال بزرگان ارمنی از پادشاه خسته و بیزار شدند و از بهرام درخواستند که آرتاشس را از تخت شاهی برکنار دارد. بهرام این خواسته را اجابت کرد و در سال ۴۲۸ میلادی حاکمی ایرانی را به جای او گماشت.»
 و از این تاریخ پادشاهی دودمان اشکانیان ارمنی پایان یافت. بدین سان، سلسله آرشاکونی که دو سده بیش از شاخهٔ اصلی خود، یعنی اشکانیان ایران عمر کرده بود، منقرض شد.

## سازمان و اداره کشور ارمنستان
موسس خورناتسی می‌نویسد:
ولوگز اول (بلاش سوم) یک خانه سلطنتی یا دربار داشت با وظایف و تکالیفی که بین بزرگترین خانواده‌های نجبا تقسیم شده بود؛ مثلاً خانواده باگراتونی (دودمان باگراتونی) ریاست موروثی سواره نظام را گرفت؛ و نیز به یکی از اعضای همین خانواده بود که امتیاز گذاشتن تاج برسر پادشاه داده شد.
خانواده‌های دیگر نجبای ارمنی وظایف و سمتهای دیگری مانند ریاست تشریفات دربار، پیشخدمتی شخص شاه کارپردازی کل املاک، مدیریت و نظارت بر انبارهای گندم، و غیره را مابین خود تقسیم می‌کردند.
شاه املاک زیادی به عنوان تیول به خانواده‌های بزرگترین نجبا اهدا کرد. همچنین مقررات متعددی مربوط به تشکیلات ارتش و به اداره مملکت وضع نمود؛ مثلاً «دو نفر گزارشگر تعیین کرد که هر دو مکلف بودند مطالبی را کتباً» به شاه خاطرنشان کنند، اولی بنویسد که چه کارهایی خوب است شاه انجام بدهد، و دومی بنویسد که در قبال هر جرمی شاه چگونه باید انتقام بگیرد و چه کیفری به خاطی بدهد.
ضمناً اولی را ملزم نمود به اینکه نگذارد شاه در مواقعی که خشمگین است اوامری دور از عدل و انصاف صادر کند، و در آن حالت عدالت و بشردوستی را به یاد شاه بیاورد.
شاه همچنین محاکم دادخواهی در شهرها ایجاد کرد و قاضیانی در دهات به امر قضا گماشت. او به شهروندان امر کرد که مقامی فراتر از مقام روستائیان برای خود قایل شوند، و از روستائیان هم خواست که به شهروندان به چشم مافوقان خود بنگرند، و بالاخره به ساکنان شهرها امر کرد که نسبت به روستائیان غرور و تفرعن به خرج ندهند.
علاوه براین، دولت ارمنی در دوران حکومت اشک‌ها اداره مرکزی نسبتاً وسیع و تحول یافته‌ای داشت. در زمان سلطنت آخرین پادشاهان دودمان آرشاکی تعداد کارمندان در حدود هزار نفری بود، و بی شک این عده شامل سمت‌های والای درباری نیز می‌شد، لیکن اداره محلی که به عهده نجبای نظام ارباب رعیت بود، جدا از این رقم است.

## وضع اقتصادی و اجتماعی ارمنستان
در این شکی نیست که آشفتگی‌هایی که در آن دوران بر ارمنستان حکمفرما شد تأثیری نامساعد روی زندگی اقتصادی آن کشور گذاشت. با این وجود، ارمنستان کشوری مرفه باقی ماند و این اولاً به دلیل موقعیت جغرافیایی اش بود که از آن یک خط رابط بین شرق و غرب ساخته بود، و ثانیاً بر اثر روح سوداگری و سودجویی بازرگانانش بود که در برابر ماجراجویانه‌ترین و پرخطرترین سفرها نیز پا پس نمی‌کشیدند.
تئودور مومسن و استرابون می‌نویسند:
«نقش ارمنستان به عنوان یک کشور ترانزیت یاد می‌کند و ارمنیان نه تنها با مغرب زمین و بازارهای بزرگ آن در کیلیکیه و کاپادوکیه روابط تجاری مداوم داشتند بلکه با قفقاز و باسیتها (ساکنان سرزمین فعلی روسیه) و همچنین از طریق دریای خزر با آسیای مرکزی و چین هم در ارتباط بودند و بدین گونه رابط بین شرق و غرب محسوب می‌شدند.»
این مبادلات بین مغرب زمین و آسیا، که قسمتی از آن از راه ارمنستان صورت می‌گرفت بیشتر روی کالاهایی از قبیل ابریشم و برنج و ادویه و مواد عطری و سنگ‌های قیمتی (جواهرات) که از آسیای مرکزی و آسیای جنوبی و حتی از خاور دور می‌آمد انجام می‌شد. امپراتوری روم قسمتی از بهای این واردات را به پول مسکوک (سکه‌های نقره یا طلا) و قسمت دیگر را به‌طور پایاپای با اجناس ساخته شده تشریفاتی که آسان قابل حمل و نقل بود (مانند عطریات و جواهرات زینتی حاصل از ایالت مصر و غیره) می‌پرداختند.
تمام قسمت شرقی امپراتوری روم واسطه طبیعی این مبادلات شد و از آن سودهای کلانی عایدش گردید که قهراً ارمنستان هم از آن سهمی داشت. دربارهٔ تولیداتی که در خود ارمنستان بدست می‌آمدند آن‌ها نیز از جنس همان تولیدات آسیای صغیر بودند که ارمنستان از نظر اقتصادی دنباله آن شمرده می‌شد. ارمنستان فلزاتی را که از معادن خود استخراج می‌کرد و اشیاء فلزی درست شده و کالاهای پشمی و فرش و شراب و پوست صادر می‌کرد.

## آیین دیرین ارمنیان
زیارتگاه اصلی ارمنیان در آشدیشاد (آکه سیلن) واقع در منطقه تارون قرار داشت. در آنجا در وسط جنگل چندین معبد بنا شده بود که از همه مهم‌تر و مشهور تر معبد ویژه آناهیتا حامی ارمنستان بود و مجسمه طلایی او در تالار بزرگی قرار داشت. رومیان نقل می‌کنند که وقتی ارتش مارکوس آنتونیوس ارمنستان را غارت کرد، سربازی که نخستین بار دست به سوی مجسمه الهه آناهیتا دراز کرد تا آن را بردارد در دم کور شد.
به دور این معبدها باغهای بزرگی احداث کرده بودند که در آن‌ها حیوانات مقدس، از جمله گوزنها با گردن بند طلایی، می‌گشتند و می‌چریدند و ظاهراً لوکولوس آن‌ها را دیده و ستایش کرده بود.
رافی در رمان تاریخی خود می‌نویسد:
<<پادشاه ارمنستان و همچنین کاهن بزرگ و نجبا در آن حضور می‌یافتند. نخست پادشاه بود که مراسم برگزاری جشن را با قربانی کردن و سوزاندن یکصد راس گاو سفید افتتاح می‌کرد. سپس همه شخصیتهای بزرگ کشور از عمل شاه تقلید می‌کردند. در این جشن ارمنیان آرزومند بودند که ثمره کار و کوشش و پیشرفتهای حاصل در سال گذشته را به خدایان خویش عرضه کنند. مسابقاتی در طی آن جشن اجرا می‌شد.
شاعر اشعاری را که به مناسبت سروده بود می‌خواند، مطرب آهنگی را که ساخته بود می‌نواخت، پهلوان زور عضلات خود را نشان می‌داد، و هنرمند شاهکاری را که از زیر انگشتان ورزیده اش درآمده بود عرضه می‌کرد. جنگ مردان با گاوان یا با حیوانات درنده و مسابقه‌های دو یا اسبدوانی یا ارابه رانی به دنبال آن‌ها اجرا می‌شد، و برنده مسابقه یکی از تاجهای گل سرخی را که زینت معبد آسدغیک بود به عنوان جایزه می‌گرفت. به همین جهت بود که به این جشن (جشن گل سرخ) می‌گفتند.>>

## پادشاهان آرساسید ارمنستان
- بهنام یکم (۱۲ تا ۱۸ میلادی)
- آرشاک یکم ارمنستان (۳۵ میلادی)
- مهرداد ارمنستان (۳۵ تا ۳۷ میلادی)
- ارد یکم ارمنستان (۳۷ تا ۴۲ میلادی)
- مهرداد ارمنستان (مجددا، ۴۲ تا ۵۱ میلادی)
- هرادامیزد (۵۱ تا ۵۳ و ۵۴ تا ۵۵ میلادی)
- تیرداد یکم ارمنستان، پسر بلاش یکم، (۵۲ تا ۵۸ میلادی)، (۶۲ تا ۶۶ میلادی) به‌طور رسمی (۶۶ تا ۸۸ میلادی)
- تیگران ششم، پسر گایوس ژولیوس آلکساندر (۵۹ تا ۶۲ میلادی)
- ساناتروک، دختر تیرداد یکم (۸۸ تا ۱۱۰ میلادی)
- آکسیدارس، پسر پاکور دوم (۱۱۰ تا ۱۱۳ میلادی)
- پارتاماسیریس، پسر پاکور دوم (۱۱۳ تا ۱۱۴ میلادی)
- تحت اشغال امپراتور روم، تراژان (۱۱۴ تا ۱۱۸ میلادی)
- بلاش سوم، پسر بلاش دوم (۱۱۸ تا ۱۴۴ میلادی)
- سوههیموس، (۱۴۴ تا ۱۶۱ میلادی) و (۱۶۴ تا ۱۸۶ میلادی)
- باکور، (۱۶۱ تا ۱۶۴ میلادی)
- بلاش پنجم، پسر بلاش چهارم (۱۸۶ تا ۱۹۸ میلادی)
- خسرو یکم، پسر بلاش پنجم (۱۹۸ تا ۲۱۷ میلادی)
- تیرداد دوم، پسر خسرو یکم (۲۱۷ تا ۲۵۲ میلادی)
- خسرو دوم، پسر تیرداد دوم (۲۵۲ تا ۲۵۸ میلادی)
- اشغال توسط ساسانیان، (۲۵۸ تا ۲۸۷ میلادی)
- تیرداد سوم ارمنستان، پسر خسرو دوم (۲۸۷ تا ۳۳۰ میلادی)
- خسرو سوم، پسر تیرداد سوم (۳۳۰ تا ۳۳۹ میلادی)
- تیگران هفتم، پسر خسرو سوم (۳۳۹ تا ۳۵۰ میلادی)
- آرشاک دوم، پسر تیگران هفتم (۳۵۰ تا ۳۶۸ میلادی)
- اشغال توسط ساسانیان، (۳۶۸ تا ۳۷۰ میلادی)
- پاپ، پسر آرشاک دوم (۳۷۰ تا ۳۷۴ میلادی)
- وارازدات، پسر آنوب، (۳۷۴ تا ۳۷۸ میلادی)
- آرشاک سوم، پسر پاپ (۳۷۸ میلادی)
- واقارش سوم، پسر پاپ (۳۷۸ تا ۳۸۶ میلادی)
- خسرو چهارم، پسر وارازدات (۳۸۷ تا ۳۸۹ میلادی)
- بهرام شاپور، پسر وارازدات (۳۸۹ تا ۴۱۴ میلادی)
- اداره توسط دولت محلی، (۴۱۴ تا ۴۲۲ میلادی)
- آرتاشس چهارم، پسر بهرام شاپور (۴۲۲ تا ۴۲۸ میلادی)